# Valle Standiana
La valle Standiana fu una palude situata a sud di Ravenna, compresa tra la strada del Dismano ad ovest e la Pineta di Classe ad est. In essa confluivano i torrenti Bevano, Acquara e Fossato Grande. 
Deriva il proprio nome dal Candiano, un canale portuale che nel Medioevo collegava la palude al mare Adriatico; a sua volta, esso trae probabilmente il nome dal fiume che nell'antichità collegava la valle al mare Adriatico: una vena tortuosa denominata Candiano (ossia “acque candide”). La valle fu alimentata per secoli dal Ronco.
La valle Standiana fu bonificata agli inizi del Novecento, drenando l'acqua al mare attraverso il fosso Ghiaia e il basso corso del Bevano e creando canali di scolo quali il fossato delle Gronde e l'Acquara Bassa, le cui acque furono meccanicamente fatte confluire nel fosso Ghiaia da un'idrovora. 
Attualmente dell'antica valle rimangono solo: 
- un bacino adibito ad attività sportive (il canottaggio e il nuoto), detto bacino della Standiana, di ampie dimensioni;
- l'area occupata dal parco divertimenti di Mirabilandia;
- alcuni laghetti per la pesca sportiva o per lo sci nautico, come il lago delle Ghiarine.